# St Ninian's Isle
St Ninian's Isle är en ö i Storbritannien.   Den ligger i kommunen Shetlandsöarna och riksdelen Skottland, i den norra delen av landet, 900 km norr om huvudstaden London. Arean är 0,72 kvadratkilometer.
Terrängen på St Ninian's Isle är platt. Öns högsta punkt är 51 meter över havet. 